# Andrzej Lisiecki
Andrzej Lisiecki h. Dryja (zm. 1639) – instygator koronny.

## Działalność publiczna i publicystyczna
W 1617 roku był dwukrotnie plenipotentem Zygmunta III Wazy. 7 czerwca 1631 roku został surrogatorem grodzkim w Kaliszu, a 12 września 1631 roku otrzymał urząd instygatora koronnego. Jako poseł z województwa kaliskiego podpisał elekcję Władysława IV Wazy.
W 1625 roku ogłosił w języku polskim traktat pod typowym dla tej epoki, czyli długim tytułem "Apologia pro libertate Reipublicae et legibus regni Poloniae contra callidos novi iuris repertores, posterior, auctior et correctior. To jest: Dowód jasny wolności y zwyczajow starodawnych polskich y konstytucyey koronnych, że najaśnieyszemu królestwu polskiemu nie godzi się ani publice ani privatim w Koronie y w W. X. L. żadnego y żadnym sposobem dostawać ani mieć dziedzictwa". Bezpośrednim powodem napisania tego dzieła był zakup dóbr żywieckich przez królową Konstancję. Lisiecki widział w tym zamach na wolności szlacheckie i dążenie do ustanowienia monarchii dziedzicznej. Traktat zdobył dużą popularność wśród szlachty. W 1638 roku opublikował w Krakowie kolejny traktat pt. "Trybunał Główny Koronny Siedmią Splendorów oświecony". Podkreślił w nim znaczenie Trybunału Koronnego oraz przedstawił warunki niezbędne według niego dla prawidłowego funkcjonowania tej instytucji, przede wszystkim wysoki poziom moralny i zawodowy jej członków. Spod jego pióra wyszło także dzieło pt. "Sigismundi Tertii regis Poloniae et Suaeciae Rerum gestarum".
Jako praktyk i teoretyk prawa przywiązywał duże znaczenie do praworządności. Był również erudytą dobrze operującym aparatem naukowym. Jego prace są cennym źródłem wiedzy w zakresie prawoznawstwa i praktyki prawniczej w siedemnastowiecznej Polsce. 

## Rodzina
Był synem Stanisława Lisieckiego, właściciela Kiszewa i Jurantowa. W 1619 roku odziedziczył te posiadłości po ojcu oraz stryju Janie. Miał córkę oraz pięciu synów: Franciszka (elektora Władysława IV), Stefana (jezuitę), Ludwika, Jana i Andrzeja.
Swoją bogatą bibliotekę zapisał kolegium jezuickiemu w rodzinnym Kaliszu.